# Island-Logger
| Serie Island-Logger          | Serie Island-Logger               |
| ---------------------------- | --------------------------------- |
| Werft:                       | Volkswerft Stralsund              |
| Stückzahl:                   | 12                                |
| Auftraggeber:                | Island                            |
| Technische Daten (Überblick) |                                   |
| Schiffstyp:                  | Frischfischfänger mit Schleppnetz |
| Vermessung:                  | 253,7 BRT                         |
| Länge über alles:            | 38,65 m                           |
| Länge zw. d. Loten:          | 34 m                              |
| Breite auf Spanten:          | 7,30 m                            |
| Seitenhöhe:                  | 3,60 m                            |
| Tiefgang:                    | 3,30 m                            |
| Geschwindigkeit:             | 12 kn                             |
| Tragfähigkeit:               | 157 t                             |
| Antrieb:                     | Dieselmotor                       |
| Gesamtleistung:              | 588 kW                            |
| Besatzung:                   | 21 Mann                           |

Die Serie Island-Logger war eine Baureihe von Fischereifahrzeugen des Schiffstyps Logger, die in den Jahren 1958 und 1959 auf der Volkswerft Stralsund in einer Gesamtzahl von zwölf Stück für die isländische Loggerfischerei gefertigt wurde.

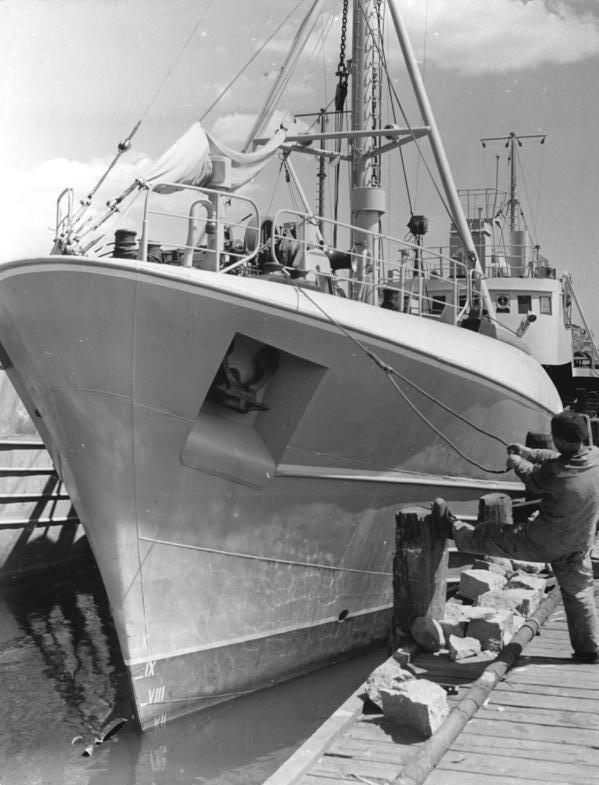
Einer der Island-Logger im Juni 1959 am Kai der Volkswerft Stralsund

## Einsatz
Die Frischfischfänger waren zum Einsatz im Nordatlantik und um Island vorgesehen. Der Fang geschah mit Schleppnetz. Der gefangene Fisch wurde auf dem Logger manuell bearbeitet und in zwei kombinierten Laderäumen auf Eis gelagert.

## Technische Daten und Ausstattung
Bei einer Länge über alles (siehe Schiffsmaße) von 38,65 m, einer Breite auf Spanten von 7,30 m und einer Seitenhöhe von 3,60 m hatte das Schiff einen Tiefgang von 3,30 m. Die Tragfähigkeit betrug 157 t.
Angetrieben wurde der Logger, der zum Driften auch über Segel am Vormast (Fock) und Besansegel verfügte, von einem 588 kW leistenden Dieselmotor. Die Dienstgeschwindigkeit betrug 12 kn.
Technische Ausstattungen für die Logger wurden zum Teil importiert.

## Bau und Verwendung
War bis 1954 der Außenhandel der DDR hauptsächlich auf die Sowjetunion ausgerichtet, präsentierte sich die Volkswerft im Mai 1956 erstmals im westlichen Ausland bei einer Fischereimesse in Kopenhagen. Hier wurde auch der 350. Logger (Bau-Nr. 4350, SRT-4350) der Logger-Großserie ausgestellt. Island, das zu diesem Zeitpunkt noch keine diplomatischen Beziehungen zur DDR unterhielt, bestellte in der Folge am 17. März 1957 auf der Leipziger Messe zwölf Logger (aus Kapazitätsgründen konnte die Volkswerft nicht mehr zusagen). Neben der Sowjetunion war damit Island der zweite internationale Auftraggeber der Volkswerft. Die isländische Firma DESA Ltd. als Zwischenhändler konnte die benötigten Projektunterlagen nur zeitlich verzögert bereitstellen, dazu wurden die Anforderungen der verschiedenen Abnehmer noch laufend geändert. Für die Volkswerft, die parallel auch die Serien Logger, 26,5-m-Kutter, Mitteltrawler und 15-t-Schwimmkran produzierte, wurde das zu einem logistischen Mehraufwand.
Für die industrielle Serienfertigung der Logger-Großserie im Taktverfahren war das Werftgelände so gestaltet worden, dass die Sektionen der Schiffskörper auf horizontaler Ebene mittels gleisgebundener Transportmittel bewegt wurden, dafür etablierte sich der Begriff „rollender Kiel“. Drei Hallen wurden zur Montage genutzt: In der ersten Halle wurden Schiffbaubleche und Profile zugeschnitten und geformt. In einer zweiten Halle, der Sektionsbauhalle, wurden in Sektionsbaugerüsten, die als Lehre dienten, die einzelnen Schiffssektionen gefertigt. Die Sektionen wurden dann in der Schiffbauhalle in drei Taktstraßen mit Volumenbaugerüsten zusammengebaut. Anstelle des Nietverfahrens wurde wie bei der Logger-Großserie wieder das Schweißverfahren angewandt, der Schiffskörper war vollständig geschweißt. Aus der Halle heraus wurden die Schiffe mittels einer verfahrbaren Slipbühne horizontal seitlich ins Wasser gesetzt; nach dem Aufschwimmen des Schiffs fuhr die Slipbühne zurück. Die schon zu 95 Prozent fertiggestellten Schiffe wurden dann an den Ausrüstungskai verholt.
Der erste Island-Logger (Bau-Nr. 401, Gudmundur Péturs) wurde am 30. September 1958, der letzte (Bau-Nr. 412, Björgulfur) am 31. Oktober 1959.